# Dicoryphe
Dicoryphe é um género botânico pertencente à família Hamamelidaceae.